# Spectre (soundtrack)
Spectre is de originele soundtrack van de vierentwintigste James Bond-film van EON Productions uit 2015 met dezelfde naam. Het album werd op 23 oktober 2015 uitgebracht door Decca Records.
Het album bevat de originele filmmuziek die gecomponeerd, gedirigeerd en geproduceerd werd door Thomas Newman. Eerder was Newman ook al verantwoordelijk voor de filmmuziek van de vorige film. Het openingsnummer "Writing's On The Wall" van Sam Smith staat alleen als instrumentale versie op het album. Dit nummer is het enige dat niet door Newman is geschreven maar door Smith zelf. De opnamen van de filmmuziek vonden plaats in de Abbey Road Studios. Op 31 oktober 2015 kwam het album binnen in de Nederlandse en Vlaamse album hitlijsten. In de Nederlandse Album Top 100 op 55 en in de Vlaamse Ultratop 200 Albums op 36.

## Nummers
| Nr. | Titel                             | Duur |
| --- | --------------------------------- | ---- |
| 1   | Los muertos vivos estan – Tambuco | 2:48 |
| 2   | Vauxhall Bridge                   | 2:19 |
| 3   | The Eternal City                  | 4:34 |
| 4   | Donna Lucia                       | 2:02 |
| 5   | A Place Without Mercy             | 1:04 |
| 6   | Backfire                          | 4:54 |
| 7   | Crows Klinik                      | 1:41 |
| 8   | The Pale King                     | 2:55 |
| 9   | Madeleine                         | 2:58 |
| 10  | Kite In A Hurricane               | 2:09 |
| 11  | Snow Plane                        | 5:24 |
| 12  | L'Américain                       | 1:42 |
| 13  | Secret Room                       | 5:22 |

| Nr. | Titel                                | Duur |
| --- | ------------------------------------ | ---- |
| 14  | Hinx                                 | 1:21 |
| 15  | Writing's On The Wall (Instrumental) | 2:10 |
| 16  | Silver Wraith                        | 2:15 |
| 17  | A Reunion                            | 5:35 |
| 18  | Day Of The Dead – Tambuco            | 1:25 |
| 19  | Tempus Fugit                         | 1:21 |
| 20  | Safe House                           | 3:55 |
| 21  | Blindfold                            | 1:27 |
| 22  | Careless                             | 4:38 |
| 23  | Detonation                           | 3:52 |
| 24  | Westminster Bridge                   | 4:13 |
| 25  | Out Of Bullets                       | 1:51 |
| 26  | Spectre (End Title)                  | 5:39 |